# Chlamisus mimosae
Chlamisus mimosae là một loài bọ cánh cứng trong họ Chrysomelidae. Loài này được Karren miêu tả khoa học năm 1989.